# مانو سونا
مانو سونا (بالفرنسية: Manu Sunu)‏ هو لاعب كرة قدم توغولي في مركز الوسط، ولد في 17 مارس 1966 في Bè ‏ في توغو. شارك مع منتخب توغو لكرة القدم. أما مع النوادي، فقد لعب مع أسكو كارا.